# Vlatko Silobrčić
Vlatko Silobrčić (Split, 18. travnja 1935.), hrvatski akademik.

## Životopis
Redoviti je član Hrvatske akademije znanosti i umjetnosti.